# طراد فئة كونيغسبرغ (1927)
فئة كونيغسبرغ، والتي يشار إليها أحيانًا باسم الفئة كيه، فئة من الطرادات الخفيفة لرايخ مارين الألماني وكريغسمارينه. تتالف الفئة من ثلاث سفن تحمل اسم المدن الألمانية: كونيغسبرغ وكارلسروه وكولن، وجميعها بنيت بين عامي 1926 و1930. كانت هذه السفن الأولى من الرايخسمارين بتصميم طراد حديث؛ كان سلفهم، إمدن، يعتمد على تصميمات الحرب العالمية الأولى. كانوا مسلحين ببطارية رئيسية من تسعة مدافع من عيار 15 سنتيمتر (5.9 بوصة) واثني عشر أنابيب الطوربيد من عيار 50 سنتيمتر (20 بوصة) .
تم استخدام جميع السفن الثلاث في الفصل على نطاق واسع كطرادات تدريب خلال الثلاثينيات. ذهبوا في العديد من الرحلات البحرية في الخارج وشاركوا في دوريات عدم التدخل خلال الحرب الأهلية الإسبانية في 1936 – 1939. بعد اندلاع الحرب العالمية الثانية في سبتمبر 1939، وضعت السفن الثلاث حقول ألغام دفاعية في بحر الشمال. رأوا جميعهم حركة في عملية فيزروبونغ، غزو النرويج، في أبريل 1940؛ تعرض كونيغسبرغ لأضرار من قبل المدافع الساحلية النرويجية خارج بيرغن وغرقها القاذفات البريطانية في اليوم التالي. غرقت كارلسروه من قبل الغواصة البريطانية أتش أم أس Truant نجا كولن فقط من الهجوم على النرويج.
بعد عودته إلى ألمانيا، قام كولن بتشغيل طائرات هليكوبتر Flettner Fl 282 كتجربة. قدمت دعمًا لإطلاق النار للقوات البرية الألمانية خلال عملية بارباروسا، غزو الاتحاد السوفيتي في عام 1941، وعادت إلى النرويج في عام 1942. في النهاية، غرقت في فيلهلمسهافن في مارس 1945 من قبل القاذفات الأمريكية. كانت بنادقها لا تزال فوق الماء، مما سمح لها بدعم الجيش الألماني المدافع ضد القوات البرية البريطانية حتى الأيام الأخيرة من الحرب.

## أعمال بناء
| اسم                       | باني                        | المنصوص عليها | أطلقت         | مفوض          | مصير                                                                    |
| ------------------------- | --------------------------- | ------------- | ------------- | ------------- | ----------------------------------------------------------------------- |
| كنيغسبرغ                  | كريكسمارينفيفت، فيلهلمسهافن | 12 أبريل 1926 | 26 مارس 1927  | 17 أبريل 1929 | غرقت في غارة جوية على بيرغن ، 10 أبريل 1940                             |
| <i id="mw2g">كارلسروه</i> | دويتشه ويرك، كيل            | 27 يوليو 1926 | 20 أغسطس 1927 | 6 نوفمبر 1929 | سرقت بعد الهجوم الغواصة، 9 أبريل 1940                                   |
| <i id="mw7g">كولونيا</i>  | كريكسمارينفيفت، فيلهلمسهافن | 7 أغسطس 1926  | 23 مايو 1928  | 15 يناير 1930 | غرقت جزئيا في الهجوم الجوي، 30 مارس 1945 <br/> كسر في فيلهلمسهافن، 1956 |

### اقتباسات
1. ↑  Gardiner & Chesneau, p. 230